# Port lotniczy Porto
Port lotniczy Porto – międzynarodowy port lotniczy położony 10 km na północ od centrum Porto, z którym połączony jest linią metra. Jest drugim pod względem wielkości portem lotniczym w Portugalii po Lizbonie.

## Linie lotnicze i połączenia
| Linia lotnicza                  | Kierunek |
| ------------------------------- | --- |
| Aegean Airlines                 | 1. Ateny |
| Air Albania                     | Sezonowe czartery: 1. Tirana |
| Air Canada                      | Sezonowo: 1. Montreal (od 4 czerwca 2025) |
| Air Europa                      | 1. Madryt |
| Air France                      | 1. Paryż-Charles de Gaulle |
| Air Horizont                    | Sezonowe czartery: 1. Dżerba 2. Nador 3. Olbia 4. Oujda |
| Air Nostrum                     | Sezonowe czartery: 1. Alicante 2. Almería 3. Fuerteventura 4. Gran Canaria 5. Lanzarote 6. Menorka 7. Oujda 8. Palma de Mallorca 9. Reus |
| Air Serbia                      | 1. Belgrad |
| Air Transat                     | 1. Toronto-Pearson Sezonowo: 1. Montreal-Trudeau |
| Air Baltic                      | Sezonowo: 1. Ryga |
| Austrian Airlines               | 1. Wiedeń |
| Azores Airlines                 | 1. Boston 2. Nowy Jork-JFK 3. Ponta Delgada 4. Terceira 5. Toronto-Pearson |
| British Airways                 | 1. Londyn-Gatwick |
| Brussels Airlines               | 1. Bruksela |
| easyJet                         | 1. / Bazylea 2. Bordeaux 3. Bristol 4. Madera 5. Genewa 6. Londyn-Gatwick 7. Londyn-Luton 8. Luksemburg 9. Lyon 10. Madryt 11. Manchester 12. Marrakesz 13. Mediolan-Malpensa 14. Nantes 15. Nicea 16. Paryż-Charles de Gaulle 17. Piza 18. Praga 19. Tuluza 20. Zurych Sezonowo 1. Berlin 2. Glasgow 3. Ibiza 4. Menorka 5. Neapol 6. Palermo 7. Palma de Mallorca 8. Paryż-Orly 9. Porto Santo |
| Eurowings                       | 1. Berlin 2. Düsseldorf Sezonowo 1. Hamburg 2. Stuttgart |
| Iberia                          | 1. Madryt |
| Iberojet                        | Sezonowe czartery: 1. Cancún 2. Punta Cana 3. Warna |
| Jet2.com                        | Sezonowo: 1. Birmingham (od 27 marca 2025) 2. Manchester (od 27 marca 2025) |
| KLM                             | 1. Amsterdam |
| Lufthansa                       | 1. Frankfurt 2. Monachium |
| Luxair                          | 1. Luksemburg |
| Norwegian Air Shuttle           | Sezonowo: 1. Kopenhaga 2. Oslo-Gardermoen |
| Nouvelair                       | Sezonowe czartery: 1. Dżerba 2. Monastyr |
| PLAY                            | Sezonowo: 1. Reykjavík-Keflavík |
| Privilege Style                 | Sezonowe czartery: 1. Porto Santo |
| Royal Air Maroc                 | 1. Casablanca |
| Ryanair                         | 1. Alicante 2. Barcelona 3. Paryż-Beauvais 4. Belfast-International 5. Mediolan-Bergamo 6. Berlin 7. Birmingham 8. Bolonia 9. Bordeaux 10. Bristol 11. Brive 12. Bruksela 13. Budapeszt 14. Paryż-Vatry 15. Bruksela-Charleroi 16. Clermont-Ferrand 17. Kolonia/Bonn 18. Dole 19. Dortmund 20. Dublin 21. Edynburg 22. Eindhoven 23. Faro 24. Madera 25. Frankfurt-Hahn 26. Hamburg 27. Karlsruhe/Baden-Baden 28. Kraków 29. La Rochelle 30. Leeds/Bradford 31. Lille 32. Londyn-Stansted 33. Luksemburg 34. Maastricht Aachen 35. Madryt 36. Malaga 37. Malta 38. Manchester 39. Marrakesz 40. Marsylia 41. Memmingen 42. Mediolan-Malpensa 43. Nîmes 44. Ponta Delgada 45. Rzym-Ciampino 46. Sewilla 47. Sztokholm-Arlanda 48. Strasburg 49. Tanger 50. Teneryfa-Południe 51. Terceira 52. Tuluza 53. Tours 54. Treviso 55. Turyn 56. Walencja 57. Wiedeń 58. Warszawa-Modlin 59. Wrocław Sezonowo: 1. Agadir 2. Bari 3. Billund 4. Brema 5. Cagliari 6. Carcassonne 7. Castellón 8. Kopenhaga 9. Gran Canaria 10. Ibiza 11. Liverpool 12. Norymberga 13. Palma de Mallorca 14. Shannon 15. Trapani 16. Werona 17. Weeze |
| Scandinavian Airlines System    | 1. Kopenhaga |
| Smartwings                      | Sezonowe czartery: 1. Boa Vista 2. Dakar-Diass 3. Menorka 4. Sal |
| Sun d’Or International Airlines | Sezonowo: 1. Tel Awiw |
| Swiss International Air Lines   | 1. Genewa 2. Zurych |
| TAAG Angola Airlines            | Sezonowo: 1. Luanda |
| TAP Portugal                    | 1. Madera 2. Genewa 3. Lizbona 4. Luanda 5. Londyn-Gatwick 6. Luksemburg 7. Newark 8. Paryż-Orly 9. Rio de Janeiro 10. São Paulo 11. Zurych Sezonowo: 1. Ponta Delgada |
| Transavia                       | 1. Amsterdam 2. Brest-Bretagne 3. Madera 4. Lyon 5. Nantes 6. Paryż-Orly Sezonowo: 1. Ponta Delgada |
| Turkish Airlines                | 1. Stambuł |
| United Airlines                 | Sezonowo 1. Newark |
| Volotea                         | 1. Nantes Sezonowo 1. Bilbao |
| Vueling Airlines                | 1. Barcelona 2. Bilbao 3. Paryż-Orly Sezonowo: 1. Ibiza 2. Teneryfa-Północ |
| Wizz Air                        | 1. Mediolan-Malpensa 2. Rzym-Fiumicino Sezonowo: 1. Warszawa-Chopin |
| World2Fly                       | Sezonowe czartery: 1. Punta Cana |

## Cargo
| Linia lotnicza       | Kierunek                                          |
| -------------------- | ------------------------------------------------- |
| Air France Cargo     | 1. Meksyk 2. Paryż                                |
| ASL Airlines Belgium | 1. Liège                                          |
| ASL Airlines France  | 1. Brest-Bretagne 2. Brive-la-Gaillarde 3. Rennes |
| DHL Aviation         | 1. Lipsk 2. Londyn 3. Vitoria                     |
| UPS Airlines         | 1. Kolonia 2. Lizbona                             |